# 1735 na literatura

## Nascimentos
| Data       | Nome                              | Profissão                        | Nacionalidade | Observações | Ref |
| ---------- | --------------------------------- | -------------------------------- | ------------- | ----------- | --- |
| 23 de Maio | Charles Joseph, Príncipe de Ligne | nobre, oficial e homem de letras | Bélgica       | m. 1814     |     |

## Mortes
| Data | Nome | Profissão | Nacionalidade | Observações | Ref |
| ---- | ---- | --------- | ------------- | ----------- | --- |